# Omosessualità e taoismo
È difficile determinare una posizione univoca riguardo all'omosessualità nel Taoismo, essendo il termine Taoismo utilizzato per descrivere varie tradizioni religiose, da movimenti religiosi organizzate come il Taoismo Quanzhen alla religione popolare cinese e indica, addirittura, una scuola filosofica. La maggior parte degli aderenti vivono in Cina e nelle comunità cinesi nel mondo, e così l'atteggiamento del Taoismo nei confronti dell'omosessualità riflette spesso i valori e le norme sessuali della società cinese.
La tradizione taoista sostiene che gli uomini abbiano bisogno dell'energia femminile, e viceversa, al fine di ottenere equilibrio, completamento e trasformazione. Si pensa che queste energie possano essere meglio ottenute attraverso relazioni eterosessuali. Una manifestazione omosessuale è di solito scoraggiata dato che si crede non porti alla realizzazione umana. Comunque, l'omosessualità non è espressamente condannata dagli scritti sacri, il Tao Te Ching e lo Zhuāngzǐ.
Il Taoismo divide le relazioni tra Yin e Yang: due forze in opposizione che mantengono l'armonia attraverso l'equilibrio. L'eterossessulità è vista come l'incarnazione fisica ed emozionale dell'equilibrio tra yin e yang. L'omosessualità è spesso vista come l'unione di due yin o due yang, e perciò sbilanciata. Le persone che hanno relazioni omosessuali o che intraprendono comportamenti sessuali omosessuali sono considerati a rischio di pazzia.
Nel corso della storia del Taoismo, comunque, l'omosessualità ha trovato una sua collocazione in certi tempi e luoghi. Ad esempio, le monache taoiste si scambiavano poesie d'amore durante la dinastia Tang.